# Nápisy na bronzu

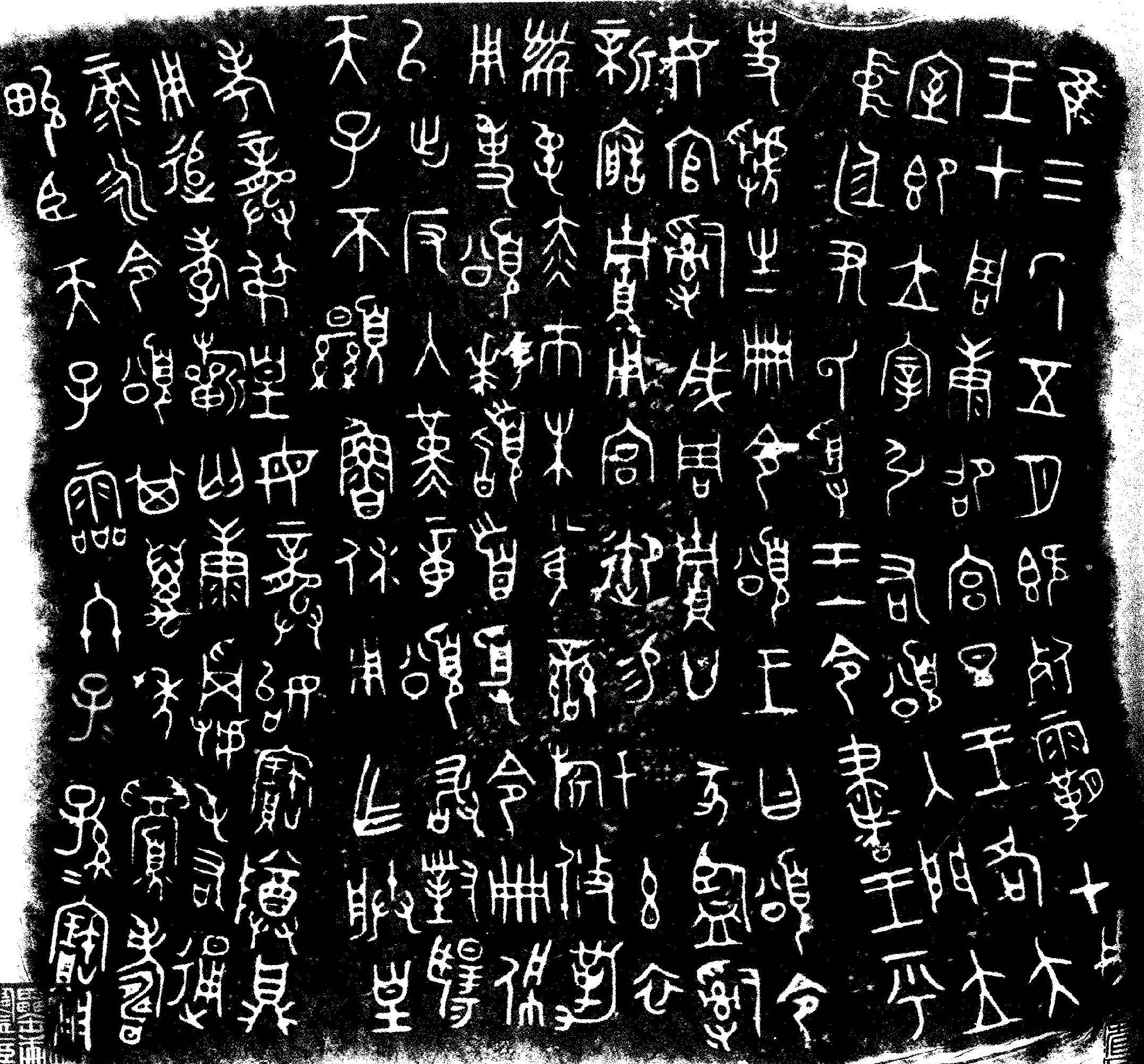
Čínská kaligrafie na bronzovém zvonu

Nápisy na bronzu (čínsky 金文 ťin-wen, pchin-jin: jīnwén) jsou záznamy čínského písma na různých bronzových artefaktech z období dynastií Šang a Čou. Celkem se našlo asi 12 tisíc nádob a zvonů s nápisy, které obsahují přibližně 4 tisíce různých znaků.
Nejstarší dochované nápisy sahají do období dynastie Šang. Tyto záznamy jsou krátké a stručné, obsahovaly pouze datum a věnování. Za dynastie Čou nastal rozvoj a zkvalitnění výroby bronzu, což umožnilo vytvářet delší zápisy. Zpravidla se zapisovaly důležité události, bronzové nádoby a zvony tedy fungovaly jako dokumenty. Politicko-právní obsah má i nejznámější nápis na zvonu, tzv. Mao-kung ding, který obsahuje rituální chválu jistých panovníků.
S úpadkem užívání bronzu se přestaly vytvářet nápisy na bronzu, poslední známé jsou z období válčících států. Úcta k bronzu však přetrvala až dodnes. Již během dynastie Chan se nález bronzové nádoby s nápisem považoval za šťastnou událost, ve dvacátém století se výzkumem bronzů zabývali významní čínští učenci jako Wang Kuo-wej nebo Kuo Mo-žo. Přispěly k tomu zejména systematické archeologické nálezy hudebních zvonů v provincii Šen-si.